# Polyscias lionnetii
Polyscias lionnetii är en araliaväxtart som först beskrevs av Francis Friedmann, och fick sitt nu gällande namn av Lowry och G.M.Plunkett. Polyscias lionnetii ingår i släktet Polyscias och familjen Araliaceae. Inga underarter finns listade.  Tidigare i släktet Gastonia som Gastonia lionnetii.